# Mere end musik
Mere end musik er det første fællesalbum fra de danske rappere, Benny Jamz, Gilli og KESI under navnet B.O.C. Albummet blev udgivet den 18. juni 2021 af MXIII & disco:wax.

## Trackliste
| 1.    | "Shoebox Money" (feat. B.O.C)                  | Nicki Pooyandeh, Benny Jamz, KESI & Gilli                                                              | Nicki Pooyandeh | 3:22 |
| 2.    | "Perspektiv" (feat. B.O.C & Noah Carter)       | Thomas Boesgaard, Oskar Hanak, Noah Carter, KESI, Benny Jamz & Gilli                                   | T&O             | 3:39 |
| 3.    | "Casino" (feat. B.O.C)                         | Pooyandeh, Benny Jamz, KESI & Gilli                                                                    | Pooyandeh       | 2:30 |
| 4.    | "Dexter" (feat. B.O.C & Kimbo)                 | Hanak, Boesgaard, Kimbo, Benny Jamz, KESI & Gilli                                                      | T&O             | 3:10 |
| 5.    | "Ibiza" (feat. B.O.C)                          | Pooyandeh, Benny Jamz, KESI & Gilli                                                                    | Pooyandeh       | 3:39 |
| 6.    | "Ik Så Meget" (feat. B.O.C)                    | Pooyandeh, Benny Jamz, KESI & Gilli                                                                    | Pooyandeh       | 3:20 |
| 7.    | "Lifestyle" (feat. B.O.C)                      | Boesgaard, Hanak, Benny Jamz, KESI & Gilli                                                             | T&O             | 3:40 |
| 8.    | "Dyckman" (feat. B.O.C, Stat-Ez & Semphiz)     | Stat-Ez, Pooyandeh, Semphiz, Benny Jamz, KESI & Gilli                                                  | Pooyandeh       | 3:46 |
| 9.    | "Miami" (feat. B.O.C)                          | Boesgaard, Hanak, Benny Jamz, KESI & Gilli                                                             | Pooyandeh       | 2:53 |
| 10.   | "Hajde" (feat. B.O.C)                          | Boesgaard, Hanak, Benny Jamz, KESI & Gilli                                                             | T&O             | 3:03 |
| 11.   | "Laffy Taffy" (feat. B.O.C)                    | Pooyandeh, Benny Jamz, KESI & Gilli                                                                    | Pooyandeh       | 3:14 |
| 12.   | "Kalder På Dig" (feat. B.O.C & Rasmus Seebach) | Rasmus Stabell, Jeppe Federspiel, Nicolai Seebach, Pooyandeh, Benny Jamz, KESI, Gilli & Rasmus Seebach | Pooyandeh       | 2:50 |
| 13.   | "Igennem Årene" (feat. B.O.C)                  | Boesgaard, Hanak, Benny Jamz, KESI & Gilli                                                             | T&O             | 3:36 |
| 42:49 |                                                | |                 |      |